# Somhlolo Nationaal Stadion
Het Somhlolo Nationaal Stadion is een multifunctioneel stadion in Lobamba, Swaziland. Het stadion is gebouwd in 1968 en wordt vooral gebruikt voor voetbalwedstrijden. Het nationale voetbalelftal van Swaziland speelt hier regelmatig internationale wedstrijden. Ook worden hier rugbywedstrijden gespeeld. Het is vernoemd naar koning Somhlolo (1780–1836). In het stadion kunnen 20.000 toeschouwers.